# Protoryx
A Protoryx az emlősök (Mammalia) osztályának párosujjú patások (Artiodactyla) rendjébe, ezen belül a tülkösszarvúak (Bovidae) családjába és a kecskeformák (Caprinae) alcsaládjába tartozó fosszilis nem.

## Rendszerezés
A nembe az alábbi 3 faj tartozik:
- Protoryx capricornis Schlosser, 1904 - középső-késő miocén; Görögország, Libanon
- Protoryx carolinae Forsyth Major, 1891 - típusfaj; középső-késő miocén; Görögország, Törökország
- Protoryx tuvaensis E. L. Dmitrieva & N. V. Serdyuk, 2011 - késő miocén; Oroszország[1]

Az egykoron Afrikában élt Pachytragus solignaci-t korábban ebbe az emlősnembe sorolták be.

## Fordítás
- Ez a szócikk részben vagy egészben  a   Protoryx című angol Wikipédia-szócikk ezen változatának fordításán alapul.  Az eredeti cikk szerkesztőit annak laptörténete sorolja fel. Ez a jelzés csupán a megfogalmazás eredetét és a szerzői jogokat jelzi, nem szolgál a cikkben szereplő információk forrásmegjelöléseként.
- Ez a szócikk részben vagy egészben  a   Protoryx című olasz Wikipédia-szócikk ezen változatának fordításán alapul.  Az eredeti cikk szerkesztőit annak laptörténete sorolja fel. Ez a jelzés csupán a megfogalmazás eredetét és a szerzői jogokat jelzi, nem szolgál a cikkben szereplő információk forrásmegjelöléseként.